# Домінік Грейф
Домінік Грейф (словац. Dominik Greif; нар. 6 квітня 1997, Братислава) — словацький футболіст, воротар іспанського клубу «Мальорка» і збірної Словаччини.

## Клубна кар'єра
Футболом почав займатися в юнацькому клубі «Вракуня» (Братислава), а 2008 року приєднався до академії «Слована».
6 липня 2021 року перейшов в іспанський клуб «Мальорка» (який підвищився до Ла-Ліги), підписавши п'ятирічний контракт.
27 лютого 2024 року в другому матчі півфіналу Кубка Іспанії відбив у грі пенальті від Браїса Мендеса, а потім переміг у серії післяматчевих пенальті, пробившись з «Мальоркою» у фінал. 6 квітня взяв участь у фіналі Кубка Іспанії проти «Атлетіка» (Більбао), де у серії післяматчевих пенальті не відбвив жодного удару, а «Мальорка» поступилась 2-4.
18 серпня 2025 року перейшов у французький «Олімпік» (Ліон), підписавши чотирирічний контракт.

## Кар'єра в збірній
Виступав за збірні Словаччини до 17, до 19 і 21 року.
25 травня 2019 року вперше викликаний до збірної Словаччини головним тренером Павелом Гапалом для участі в товариському матчі проти збірної Йорданії і поєдинку відбіркового турніру до чемпіонату Європи 2020 проти збірної Азербайджану. 7 червня дебютував за збірну Словаччини у матчі з Йорданією, вийшовши на заміну Матушу Козачику на другий тайм гри.

## Статистика виступів
Станом на 6 квітня 2024 

### Міжнародна статистика
Станом на 19 листопада 2024 
| Збірна            | Сезон             | Товариські | Товариські | Офіційні | Офіційні | Всього | Всього |
| Збірна            | Сезон             | Матчі      | Голи       | Матчі    | Голи     | Матчі  | Голи   |
| ----------------- | ----------------- | ---------- | ---------- | -------- | -------- | ------ | ------ |
| Словаччина        |                   |            |            |          |          |        |        |
| 2019              | 2                 | –1         | 0          | 0        | 2        | –1     |        |
| 2020              | 0                 | 0          | 2          | –6       | 2        | –6     |        |
| 2021              | 0                 | 0          | 0          | 0        | 0        | 0      |        |
| 2022              | 0                 | 0          | 0          | 0        | 0        | 0      |        |
| 2023              | 0                 | 0          | 0          | 0        | 0        | 0      |        |
| 2024              | 0                 | 0          | 1          | 0        | 1        | 0      |        |
| Всього за кар'єру | Всього за кар'єру | 2          | –1         | 3        | –6       | 5      | –7     |

### Матчі за збірну
Станом на 19 листопада 2024 
| Матчі Домініка Грейфа за збірну Словаччини | Матчі Домініка Грейфа за збірну Словаччини | Матчі Домініка Грейфа за збірну Словаччини | Матчі Домініка Грейфа за збірну Словаччини | Матчі Домініка Грейфа за збірну Словаччини | Матчі Домініка Грейфа за збірну Словаччини | Матчі Домініка Грейфа за збірну Словаччини | Матчі Домініка Грейфа за збірну Словаччини |
| №                                          | Дата                                       | Суперник                                   | Рахунок                                    | Голи                                       | Картки                                     | Хвилини                                    | Змагання                                   |
| ------------------------------------------ | ------------------------------------------ | ------------------------------------------ | ------------------------------------------ | ------------------------------------------ | ------------------------------------------ | ------------------------------------------ | ------------------------------------------ |
| 1                                          | 7 червня 2019                              | Йорданія                                   | 5–1                                        |                                            |                                            | 45'                                        | Товариський матч                           |
| 2                                          | 13 жовтня 2019                             | Парагвай                                   | 1–1                                        | –1                                         |                                            | 90'                                        | Товариський матч                           |
| 3                                          | 4 вересня 2020                             | Чехія                                      | 1–3                                        | –3                                         |                                            | 90'                                        | Ліга націй УЄФА 2020–21 (B)                |
| 4                                          | 14 жовтня 2020                             | Ізраїль                                    | 2–3                                        | –3                                         |                                            | 90'                                        | Ліга націй УЄФА 2020–21 (B)                |
| 5                                          | 19 листопада 2024                          | Естонія                                    | 1–0                                        |                                            |                                            | 90'                                        | Ліга націй УЄФА 2024–25 (C)                |

Всього: 5 матчів / 7 пропущених голів; 2 перемоги, 1 нічия, 2 поразки.

## Досягнення
«Слован» (Братислава)
- Чемпіон Словаччини (3): 2018–19, 2019–20, 2020–21
- Володар Кубка Словаччини (4): 2016–17, 2017–18, 2019–20, 2020–21

Особисті досягнення
- Гравець місяця Словацької Суперліги: лютий/березень 2020
- Найкращий воротар Словацької Суперліги: 2019–20, 2020–21
- Включений до «команди сезону» Словацької Суперліги: 2019–20, 2020–21